# Gles knölmossa
Gles knölmossa (Oncophorus elongatus) är en bladmossart som först beskrevs av Ingebrigt Severin Hagen, och fick sitt nu gällande namn av Lars Hedenäs. Gles knölmossa ingår i släktet knölmossor, och familjen Rhabdoweisiaceae. Enligt den finländska rödlistan är arten otillräckligt studerad i Finland. Arten är reproducerande i Sverige. Artens livsmiljö är våtmarker i fjällen (myrar, stränder, snölegor).